# 百中日
百中日（韓語：백중날），又稱為百眾節、亡魂日、百中節、百中、百種節、中元、盂蘭盆節等，為朝鮮半島的傳統節日，為中元節與盂蘭節的分支，相對於中國、日本的中元節較著重於祭祖及普渡，朝鮮的中元節則保留較多中元慶豐收的原意，祭祖、普渡等祭祀儀式則屬其次。

## 「百種」名稱的意義
「百中」這詞有多種寫法，如「百種」、「百眾」、「百踵」、「百終」、「魄縱」等。據洪錫謨《東國歲時記·中元》載，「百種」是指「百果」，因此「百中」或「百種」意思就是多種農作物成熟、豐收。而李植的《澤堂答倭人問目》則認為「百種」是指百戲。成俔《慵齋叢話》則認為百種是指僧侶們用百種花果作盂蘭盆。又有一種說法認為「百中」这一名称是因為當地盛产水果和蔬菜，古时曾汇集百种谷物的籽而得名。但柳得恭的《京都雜志》則指此乃無稽之說。錦溟寶鼎所著的《咏養蜂子》則指農家稱為「百種」或「百踵」，禪家則稱為「魄縱」。
“百中日”也被称为“中元”是从道教思想里来的。根据道教的神仙思想，玉皇大帝派三官大帝一年三次遍查人间善恶。每次下界的时间称为“元”。正月十五叫“上元”，七月十五“百中日”叫“中元”，十月十五就是“下元”。因此，到了那天有朝着星星举行祭祀仪式的风俗称为“醮祭”。“中元”便是从三官下凡的说法而来。
“百中日”也叫做“亡魂日”的由来是，为了告慰父母在天之灵，祭拜的时需摆上酒、食物以及新鲜的水果，因为那天是举行“荐新仪式”的日子。
“百中日”也叫“长工日”。因为人们相信这一天山神们要收获谷物，去田里干活的话反而要妨碍他们，于是男人们不下地，女人们在家做针线活儿，除此以外，家里的事一概不做。主人家会给长工们每人一件新衣服以及给他们一点可供吃喝的钱。这和今天的劳动节类似。因此便有了叫做“百中场”的大庙会，庙会上有各种有趣的游玩项目。庆尚南道密阳地区的“百中庙会”很有名。百中日那天村民们把农活干得最好的长工称为“互助状元”，让他骑到黄牛背上，在农乐声中走街串巷。若是去了主人家，主人要用丰盛的酒席款待，大家高高兴兴地玩上一天。

## 相关故事
与“百中”有关的行孝故事是从佛教的《佛说盂兰盆经》。據该经的記載，作为释迦牟尼十大弟子之一的目犍连，其母親做了很多壞事。她死後變成了餓鬼，目連通过神通看到後十分傷心，就運用法力，將一些飯菜拿給母親食用，可是飯一到母親口邊就化為焰灰，目犍连大声向釋迦牟尼佛哭救。佛陀告訴他，必須集合眾僧的力量，於每年七月中以百味五果，置於盆中，供養十方僧人，以此般功德，其母方能濟度。目蓮依佛意行事，其母終得解脫。根据这个故事，像目犍连那样在“百中日”用五味百果供养亲人的风俗至今仍然在寺庙中流行。

## 歷史
中元節在朝鮮可追溯至新羅時代，據《三國史記·新羅本紀·儒理尼師今》載，新羅王儒理尼師今九年，既定六部，七月時儒理尼師今六部分為兩組，每組由一名王女帶領，自七月十五開始每日早上集大部之庭織麻，直至八月十五晚上分出勝負，負方要置酒食請勝方吃，一起作歌舞百戲，於是稱七月十五為「百種節」。《澤堂答倭人問目》、《洌陽歲時記》亦有同樣記載。新羅、高麗時代佛教盛行，僧侶、寺院常舉行盂蘭盆會，世俗人亦爭相仿效，在中元日具百種花果供養祈福。高麗王朝時百中節的慶祝活動已經在民間十分流行，高麗歌謠《動動》就描繪了當時過節的情景。到朝鮮王朝，中元節的各種節慶活動在民間十分盛行，除了僧侶設齋薦先魂外，庶民亦會祭奠亡魂，士大夫家則會在這天祭祖。《慵齋叢話》、《東國歲時記》、《洌陽歲時記》、《松都誌》《澤堂答倭人問目》等典籍和當時一些散文都有相關記載。京畿道的曲水里（곡수리）還有規模頗大的市集，直至日治時期才停辦。
到現在，中元節的節慶活動於大城市日漸式微，只有寺院宮觀等仍有舉行中元法會或盂蘭盆會，一些農村地區則仍然保持傳統的習俗，以慶尚南道密陽的密陽百中戲規模最大。

## 習俗
中元節的習俗是道教、佛教和民間信仰的習合，有農民祭祀農神、慶祝豐收的活動，也有祭祀先人的儀式。
中元節本身有慶祝豐收和感謝大地之意，這天也是慶祝秋收的日子，人們會有祭農神的儀式。人们相信这一天山神们要收获谷物，去田里干活的话會妨碍衪们，於是這天大家都放下農事，唱歌跳舞慶祝。在古代，長工（長期為主人工作的奴僕）也會在這天放假。村莊會選出工作表現最好的長工，請他喝酒作為慰勞。長工會戴上笠帽、騎上牛背、繞村一周。長工主人也會請全村人吃喝。又因為這天不會用到鋤頭，人們就趁這把鋤頭洗乾淨，因此也叫「洗鋤日」。
自古以來百中節也是男女聚集引漿簞食歌舞歡愉之日，有些地區的人們不論老少都會在這天出去稱為「百種場」的市集逛逛，吃喝玩樂和摔跤。亦有些地區人們會登山唱歌跳舞作樂。一些地方在中元節前後會有稱為「百種場」的廟會，常有摔跤、雜耍表演，有些還有假面舞表演。當中以慶尚南道密陽的「密陽百中戲 」最為著名，人們會在會場一角豎起稱為「農神대」的桿，奏農樂，跳舞慶祝，其中一些舞蹈可能是源自古代對五行的崇拜，又有包括兩班戲在內的假面劇 。
這天也是亡魂日，人們相信孤魂野鬼會四處流連和到民居找食物，於是在家門前圍上禁繩防止孤魂野鬼進屋。人們又會準備酒、肉、飯、糕、新鮮花果等祭品，割下早熟的稻穗，在祠堂祭祀祖先，且在晚上準備摘下來瓜果蔬菜酒飯招亡親之魂行祭祀，稱為「薦新」，一些地區男女會全家上山設酒食招三魂。部份地區還會舉行茶禮。
在濟州島，由於不少人以捕魚為生，雖然中元節農活暫停，人們還是出海捕魚，常有很豐富的漁獲。中元節時的風雨又特別大，所以島上居民也會在這天祭山神，另外又有殺雞、潑水的習俗。人們相信在這一天被潑到水的話，所有的神經痛就都會消失；若所澆的是天帝淵瀑布的断崖和其底下的粘土层中涌出的龙泉水，就可治百病。
一些寺廟會在這天舉行蘭法會，信眾會為父母奉齋，又有放生等儀式。近年一些寺院如京畿道富川市的釋王寺每年都會舉行「百中敬老盛會」，邀請老人參加，有午餐招待和表演、免費照相等。首爾江南區的奉恩寺則有“生命解放”活動，在大雄殿演出踏路、靈山齋、六法供養、合唱、舞蹈、京畿民歌以及道場雜耍等節目，祀願一年來因各種天災人禍去世的靈魂極樂往生。釜山的三光寺則有「盂蘭盆文化節」等。當地佛教界希望讓盂蘭節發展爲助人爲樂的節日以及與塵世鄰里共慶的活動。

## 外部連結
- 칠월 백중(百中) （页面存档备份，存于）
- 음력 7월 15일은 [永久]
- 백중[永久]